# Luis Gustavo de Sajonia-Coburgo y Gotha
Luis Gustavo Clemente María Miguel Gabriel Rafael Gonzaga de Sajonia-Coburgo y Braganza (15 de septiembre de 1870 — 23 de junio de 1942), príncipe de Sajonia-Coburgo-Gotha, fue el hijo de la princesa Leopoldina de Brasil y de su marido, Luis Augusto de Sajonia-Coburgo-Gotha.
Nació en el Castillo de Ebenthal, en Carintia. Y a diferencia de sus hermanos, mantuvo la nacionalidad brasileña. 
El día 1 de mayo de 1900, en Múnich, Luis Gustavo contrajo matrimonio con Matilde de Baviera (1877-1906), la tercera hija de Luis III de Baviera y de su esposa, María Teresa de Austria-Este. 
Tuvieron dos hijos:
- Antonio, príncipe de Sajonia-Coburgo-Gotha, nacido el 17 de junio de 1901. Contrajo matrimonio con Luise Mayrhofer; no tuvo hijos.
- Inmaculada, princesa de Sajonia-Coburgo-Gotha, nacida en 1904. No se casó.

- Datos: Q5983610